# Chuck Arnold
Chuck Arnold (n. 30 mai 1926 - d. 4 septembrie 1997)  a fost un pilot de curse auto american care a evoluat în Campionatul Mondial de Formula 1 în sezonul 1959.